# Pedro Hurtado de Mendoza
Pedro Hurtado de Mendoza (1578, Balmaseda – 10. listopadu 1641, Madrid) byl baskický scholastický filozof a teolog.

## Filosofické dílo
Byl učitelem filozofie a teologie ve Valladolidu a na univerzitě v Salamance.
Hurtado patřil ke třetí generaci jezuitských učenců a inicioval posun od realističtějších postojů Francisca Suáreze a Gabriela Vásqueze ke konceptualismu, charakteristickému pro tuto generaci. Jeho konceptualistické tendence dále rozvíjeli jeho žáci Rodrigo de Arriaga a Francisco Oviedo.

## Dílo
- Disputationes a Summulis ad Metaphysicam (Valladolid 1615) přetištěno jako: Disputationes ad universam philosophiam (Lyon 1617) a jako: Universa philosophia (Lyon 1624).
- Disputationes scholasticae et morales de tribus virtutibus theologicis. De fide volumen secundum , Salamanca, 1631.
- Disputationes scholasticae et morales de spe et charitate, volumen secundum, Salamanca, 1631.
- Disputationes de Deo homine, sive de Incarnatione Filii Dei, Antverpy, 1634.